# Mia London
Mia London und der Fall der 625 Gauner, im Original Mia London et l'affaire des 625 fripouilles, ist ein Gedächtnisspiel für Kinder der französischen Spieleautoren Antoine Bauza und Corentin Lebrat. Das Spiel, bei dem die Spieler versuchen, einen „Gauner“ zu identifizieren, ist für zwei bis vier Spieler ab fünf Jahren konzipiert und dauert etwa 15 bis 20 Minuten.
Es ist im Jahr 2019 bei dem Verlag Scorpion Masqué erschienen und wurde 2021 in der deutschen Version gemeinsam mit den Spielen Dragomino und Fabelwelten für das Kinderspiel des Jahres nominiert.

## Thema und Ausstattung
Bei dem Spiel versuchen die Spieler jeweils in der Rolle der Detektivin Mia London, durch die Kombination von Merkmalen eine Person aus 625 Möglichkeiten als „Gauner“ zu identifizieren. Sie nutzen dafür jeweils ihre Ermittlungshefte, in denen sie sich auf die entsprechenden Merkmale festlegen können.
Das Spielmaterial besteht neben einer Spieleanleitung aus vier Ermittlungsheften als Spiralbuch mit vier veränderbaren Merkmalen sowie jeweils 10 Merkmalskarten für Hüte, Brillen, Schnurrbärte und Fliegen, mit denen der Gesuchte identifiziert werden kann.

## Spielweise
Zur Spielvorbereitung bekommt jeder Mitspieler ein Ermittlungsheft. Die vier Stapel von Merkmalskarten werden jeweils gemischt und danach wird jeweils eine Karte entfernt. Die restlichen Karten werden als verdeckte Stapel in die Tischmitte gelegt.
Ein Spieler übernimmt die Rolle des „Ermittlungsleiters“ und deckt nacheinander die jeweils neun verbliebenen Karten der vier Merkmalsstapel auf. Da im Komplettset jede Merkmalskarte zwei Mal vorhanden ist, kommt dabei eine Karte nur einmal zum Vorschein und es ist die Aufgabe der Mitspieler, diese fehlenden vier Karten zu bestimmen. Nachdem alle Karten aufgedeckt wurden, sucht jeder Mitspieler die entsprechenden Merkmale in seinem Ermittlungsbuch und konstruiert so die jeweils verdächtigte Person. Danach zeigen alle Mitspieler ihre Lösung und die Ergebnisse werden mit den vier zur Seite gelegten Karten verglichen. Gewinner des Spiels sind die Mitspieler, bei denen die meisten Übereinstimmungen vorhanden sind.

## Versionen und Rezeption
Das Spiel wurde von den Spieleautoren Antoine Bauza und Corentin Lebrat entwickelt und im Jahr 2019 bei dem französischen Spieleverlag Scorpion Masqué veröffentlicht. Im folgenden Jahr 2020 erschien es in einer deutschen und einer englischen Version im gleichen Verlag, 2022 folgte eine Ausgabe auf Griechisch bei dem Verlag Kaissa Chess & Games in Zusammenarbeit mit Scorpion Masqué.
Im Mai 2021 wurde das Spiel neben den Spielen Dragomino und Fabelwelten für das Kinderspiel des Jahres nominiert, wobei Dragomino mit dem Preis ausgezeichnet wurde. Die Jury charakterisierte Mia London mit: „Ein schneller Einstieg, eine gute Spieldauer und ein tolles Material machen diese Verbrecherjagd zu etwas Besonderem“ und schrieb zudem: „Endlich einmal Detektiv spielen; das fordert die Kinder – und Erwachsene ebenso. „Mia London“ schärft in kompakter Spieldauer den Blick fürs Detail und hält in jeder Partie die Spannung bis zum Ende. Das Verbrechen hat viele Gesichter. Der Spielspaß auch.“

## Belege
1. 1 2 3 4  Spieleanleitung Zauberberg, Scorpion Masqué 2020
2. ↑  Mia London, Versionen bei BoardGameGeek. Abgerufen am 8. August 2025.
3. ↑  Mia London auf der Website des Spiel des Jahres e.V.; abgerufen am 21. Juni 2022